# Governador Mangabeira
Governador Mangabeira – miasto i gmina w Brazylii, w stanie Bahia. Znajduje się w mezoregionie Metropolitana de Salvador i mikroregionie Santo Antônio de Jesus.